# Vézières
Vézières – miejscowość i gmina we Francji, w regionie Nowa Akwitania, w departamencie Vienne.
Według danych na rok 1990 gminę zamieszkiwało 370 osób, a gęstość zaludnienia wynosiła 14 osób/km² (wśród 1467 gmin regionu Poitou-Charentes Vézières plasuje się na 653. miejscu pod względem liczby ludności, natomiast pod względem powierzchni na miejscu 224.).